# 1734
| [ Edytuj tabelę ]              | |
| Król Polski                    | - 1733 Stanisław Leszczyński 1736 - 1733 August III Sas 1763                                                                                             |
| Współksiążęta Andory           | - 1714 Simeó de Guinda y Apéztegui 1737 - 1715 Ludwik XV 1774                                                                                            |
| Elektor Bawarii                | - 1726 Karol Albert 1745 |
| Sułtan Brunei                  | - 1730 Muhammad Alauddin 1745 |
| Cesarz Chin                    | - 1722 Yongzheng 1735 |
| Król Czech                     | - 1711 Karol VI Habsburg 1740 |
| Król Danii                     | - 1730 Chrystian VI 1746 |
| Dalajlama                      | - 1708 Kelzang Gjaco 1757 |
| Cesarz Etiopii                 | - 1730 Ijasu II 1755 |
| Król Francji                   | - 1715 Ludwik XV 1774 |
| Król Hiszpanii                 | - 1724 Filip V 1746 |
| Landgraf Hesji-Kassel          | - 1730 Fryderyk I Heski 1751 |
| Stadhouder Holandii            | - 1702 drugi okres bez stadhoudera 1747 |
| Szach Iranu                    | - 1732 Abbas III 1736 |
| Państwo Wielkich Mogołów       | - 1720 Mohammed Szah 1748 |
| Król Irlandii                  | - 1727 Jerzy II Hanowerski 1760 |
| Cesarz Japonii                 | - 1709 Nakamikado 1735 |
| Kalif                          | - 1703 Ahmed III 1736 |
| Patriarcha Konstantynopola     | - 1733 Serafim I 1734 - 1734 Neofit VI 1740 |
| Władca Korei                   | - 1724 Yŏngjo 1776 |
| Książę Kurlandii i Semigalii   | - 1731 Ferdynand Kettler 1737 |
| Książę Liechtensteinu          | - 1732 Józef Wacław 1745 |
| Sułtan Maroka                  | - 1729 Abdullah ibn Ismail 1734 - 1734 Ali ibn Ismail 1736                                                                                               |
| Książę Monako                  | - 1733 Honoriusz III 1793 |
| Król Nawarry                   | - 1710 Ludwik XV 1774 |
| Król Norwegii                  | - 1730 Chrystian VI 1746 |
| Sułtan Omanu                   | - 1728 Sajf II ibn Sultan 1743 |
| Elektor Palatynatu             | - 1716 Karol III Filip 1742 |
| Papież                         | - 1730 Klemens XII 1740 |
| Książę Parmy i Piacenzy        | - 1731 Karol I 1735 |
| Król Portugalii                | - 1706 Jan V 1750 |
| Król w Prusach                 | - 1713 Fryderyk Wilhelm I 1740 |
| Car Rosji                      | - 1730 Anna 1740 |
| Cesarz Rzymski (niemiecki)     | - 1711 Karol VI Habsburg 1740 |
| Kapitanowie Regenci San Marino | - 1733 Giovanni Paolo Valloni Giovanni Maria Beni 1734 - 1734 Marino Enea Bonelli Tommaso Capicchioni 1734 - 1734 Giuseppe Onofri Lodovico Anatucci 1735 |
| Elektor Saksonii               | - 1733 Fryderyk August II (król Polski) 1763 |
| Król Sardynii                  | - 1730 Karol Emanuel III 1773 |
| Król Szwecji                   | - 1720 Fryderyk I Heski 1751 |
| Król Tajlandii                 | - 1733 Boromma Kot 1758 |
| Sułtan Turków                  | - 1730 Mahmud I 1754 |
| Doża Wenecji                   | - 1732 Carlo Ruzzini 1735 |
| Król Węgier                    | - 1711 Karol III 1740 |
| Monarcha Wielkiej Brytanii     | - 1727 Jerzy II 1760 |
| Premier Wielkiej Brytanii      | - 1721 Robert Walpole 1742 |

Rok 1734 / MDCCXXXIV
stulecia: XVII wiek ~
XVIII wiek ~
XIX wiek

lata: 1724 «
1729 «
1730 «
1731 «
1732 «
1733 «
1734
» 1735
» 1736
» 1737
» 1738
» 1739
» 1744

## Wydarzenia w Polsce
- Styczeń – uroczysty wjazd do Krakowa nowo obranego króla polskiego, Augusta III.
- 7 stycznia – wojna o sukcesję polską: 10-tysięczny korpus saski przekroczył polską granicę w okolicy Tarnowskich Gór i rozpoczął marsz na Kraków.
- 15 stycznia – w krypcie na Wawelu odbyły się trzy ostatnie pogrzeby królewskie. Zostali pochowani: Jan III Sobieski, jego żona Maria Kazimiera i August II Mocny.
- 16 stycznia – wojna o sukcesję polską: wojska rosyjskie zajęły Toruń.
- 17 stycznia – August III Sas i jego żona Maria Józefa koronowali się na Wawelu. Ostatnia koronacja w Krakowie.
- 19 stycznia – zwołany w Krakowie ostatni sejm koronacyjny nie odbył się z powodu zbyt małej liczby zebranych.
- 22 lutego – wojna o sukcesję polską: wojska rosyjskie rozpoczęły oblężenie Gdańska.
- 13 kwietnia – wojna o sukcesję polską: wojska wierne Stanisławowi Leszczyńskiemu pokonały Sasów w bitwie pod Miechowem.
- 21 kwietnia – wojna o sukcesję polską: wojsko polskie dowodzone przez wojewodę lubelskiego Jana Tarłę poniosło klęskę w bitwie z Rosjanami pod Wyszecinem.
- maj – 2,5-tysięczny francuski korpus interwencyjny hrabiego Ludwika de Plélo (który sam tam zginął) wylądował na Westerplatte
- 29 maja – poddanie miasta Gdańska oblężonego przez zwolenników Augusta III. Gdańszczanie stanęli w obronie wybranego w podwójnej elekcji króla Stanisława Leszczyńskiego.
- 7 lipca – wojna o sukcesję polską: wojska sasko-rosyjskie zdobyły Gdańsk, broniony przez zwolenników Stanisława Leszczyńskiego.
- 9 lipca – podczas wojny o sukcesję polską wojska rosyjskie po 4-miesięcznym oblężeniu wkroczyły do Gdańska.
- 30 sierpnia – uniwersał Stanisława Leszczyńskiego
- 5 listopada – utworzenie na wezwanie króla-elekta Stanisława Leszczyńskiego konfederacji dzikowskiej.
- Początek tzw. hajdamaczyzny na Podolu, trwającej do 1736 – zbrojnego ruchu chłopów przeciw szlachcie. Także pogrom Żydów.

## Wydarzenia na świecie
- 2 maja – Francuzi zdobywają twierdzę w Trarbach (wojna o sukcesję polską)
- 25 maja – bitwa pod Bitonto, Hiszpanie pokonują Austriaków.
- 29 czerwca – wojna o sukcesję polską: zwycięstwo wojsk francusko-sardyńskich nad austriackimi w bitwie pod Parmą.
- 18 lipca – twierdza Philippsburg kapituluje przed Francuzami.
- 6 sierpnia – zdobycie Gaety przez wojska hiszpańsko-francuskie.
- 19 września – wojna o sukcesję polską: bitwa pod Guastallą.
- 30 listopada – kapitulacja austriackiego garnizonu Kapui.
- 24 grudnia – spłonął królewski kompleks pałacowy Alkazar w Madrycie.

## Urodzili się
- 20 stycznia – Robert Morris, amerykański polityk, senator ze stanu Pensylwania (zm. 1806)
- 27 lutego – książę Karol Stanisław Radziwiłł „Panie Kochanku”, wojewoda wileński i starosta lwowski (zm. 1790)
- 9 marca – Marie-Suzanne Roslin, francuska miniaturzystka i pastelistka (zm. 1772)
- 15 kwietnia – Adrian Zingg, szwajcarski malarz, rysownik, grafik i miedziorytnik (zm. 1816)
- 17 kwietnia – Taksin, król Tajlandii (zm. 1782)
- 15 czerwca – Franciszek Vareilhe-Duteil, francuski jezuita, męczennik, błogosławiony katolicki (zm. 1792)
- 13 lipca - Franciszek Ksawery Rydzyński, polski duchowny katolicki, biskup chełmiński (zm. 1814)
- 13 października – Maciej Kamieński, kompozytor polski pochodzenia słowackiego, twórca pierwszej opery napisanej do tekstu polskiego (Nędza uszczęśliwiona, 1778) (zm. 1821)
- 24 października - Anna Göldi, szwajcarska służąca, posądzona o czary i stracona (zm. 1782)
- 1 grudnia – książę Adam Kazimierz Czartoryski, polityk, dramatopisarz, krytyk literacki i teatralny, publicysta, mecenas sztuki (zm. 1823)
- 6 grudnia – Klaudiusz Antoni Rudolf de Laporte, francuski jezuita, męczennik, błogosławiony katolicki (zm. 1792)
- data dzienna nieznana: 
  - Jan Ludwik Guyard de Saint-Clair, francuski duchowny katolicki, męczennik, błogosławiony (zm. 1792)

## Zmarli
- 5 marca – Jan Józef od Krzyża, włoski franciszkanin, święty katolicki (ur. 1654)
- 26 kwietnia – Aleksander Antoni Fredro, polski duchowny katolicki, biskup przemyski (ur. 1674)
- 2 grudnia – Iwan Kozyriewski, rosyjski podróżnik polskiego pochodzenia, odkrywca i badacz Wysp Kurylskich (ur. 1688)
- 28 grudnia – Robert Roy Macgregor, szkocki zbójnik i banita, znany jako Rob Roy (ur. 1671)

## Święta ruchome
- Tłusty czwartek: 4 marca
- Ostatki: 9 marca
- Popielec: 10 marca
- Niedziela Palmowa: 18 kwietnia
- Wielki Czwartek: 22 kwietnia
- Wielki Piątek: 23 kwietnia
- Wielka Sobota: 24 kwietnia
- Wielkanoc: 25 kwietnia
- Poniedziałek Wielkanocny: 26 kwietnia
- Wniebowstąpienie Pańskie: 3 czerwca
- Zesłanie Ducha Świętego: 13 czerwca
- Boże Ciało: 24 czerwca